# Olga Orman

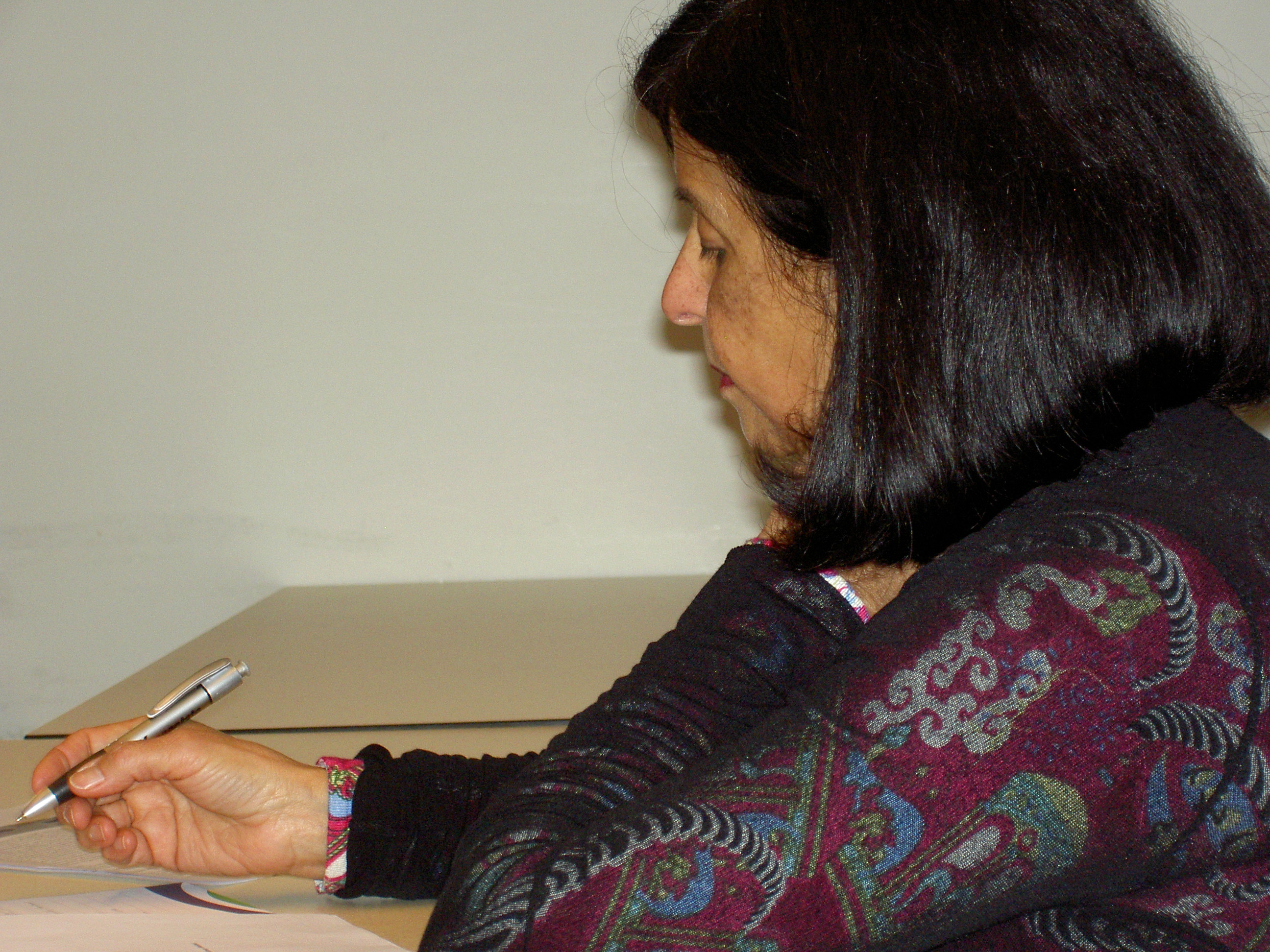
Olga Orman, april 2008

Olga Ursinda Orman (Aruba, 9 november 1943 - Amsterdam, 7 maart 2021) was een Arubaanse schrijfster, dichter en vertelster. Zij schreef in het Papiaments en het Nederlands.

## Opleiding en werk
Olga Orman volgde de Kweekschool en studeerde voor de Mo-A-akte pedagogiek. Zij werkte van 1965 tot 1980 als onderwijzeres, eerst op Curaçao en vanaf 1970 in Nederland. Van 1980 tot 2006 was zij werkzaam in verschillende onderwijsprojecten en onderwijsinstellingen (onder andere het Advies- en Begeleidingscentrum voor het onderwijs in Amsterdam (ABC). In januari 2006 ging zij met FPU (vervroegd pensioen).
Zij was vanaf 1980 bestuurslid en adviesraadlid in diverse Antilliaanse, Arubaanse en Nederlandse organisaties, onder andere Culturele Manifestatie Antillen Amsterdam, POA, FORSA, LIA, OCAN, Adviesraad LOM (ministerie van Binnenlandse Zaken), KOSECHA, Parochie Santa Ana, NiNsee, MR-lid Montessori-onderwijs in Amsterdam, Stichting Culturele Manifestaties Antillen, Nederland en Aruba (NANA). Verder is zij bestuurslid van de literaire groep Stichting Simia Literario.
Met voordracht van vertellingen en poëzie trad zij sinds 1983 op tal van nationale en internationale festivals op, vooral ook met verhalen rond de Spin Kompa Nanzi (Anansi), behalve in Nederland en op de Nederlandse Antillen ook in Peru, Wales en Cuba. Als schrijfster publiceerde zij prentenboeken, verhalen, essays en artikelen in onderwijsbladen (onder meer in Moer, Samen wijs, Timbang (tijdschrift Moluks Steunpunt Welzijn), PRAXIS-bulletin, Stimulans, Vernieuwing en voor de schoolmediatheek van het NBLC). Vertellingen verschenen op de cassettes De nacht op de Alternatief en De nacht op de Courage (1988-90). Haar gedichten verschenen in Bentana Habri (2004), op de cd Cosecha (2006), in Met de wil elkander bij te staan (2004; gedichtenbundel ter gelegenheid van 50 jaar Statuut voor het Koninkrijk der Nederlanden), in Fruta Hecho/Rijpe vruchten (2006), Kinderen van het heelal (2008) en Symbiose tussen pen en penseel (2008).

## Publicaties en boeken
- Afdruk en Vernieuwing, themanummer Doe effe normaal (1986; red.)
- Vernieuwing, Torikonmakandra, Konta mi un kuenta, Vertel eens (1987)
- Ouders uit etnische minderheden in het onderwijs, 7 modules ten behoeve van ouderparticipatie, IVIO, Lelystad (1990; red.)
- Het jaar door met KOM-OP (1990, verjaardagskalender en informatiebrochure)
- Kansrijke Taal (1991, werkboek APS/OVB, medewerking)
- Kom op, vertel eens (1991, lespakket BAO - basisonderwijs)
- Kom op, kijk en praat eens (1991, lespakket onderbouw BAO ouder/kind)
- E biaha largu pa djeipei (1994, prentenboek, Amsterdam: ABC)
- Kamishibai, de magie van het Japanse verteltheater, een handleiding (1991, Amsterdam: ABC)
- Hoe Anansi de ogen van de koning opende (1991, prentenboek, Amsterdam: ABC)
- Hoe Anansi het Tumbafestival won (1998, prentenboek Nederlands en Papiamentu, Amsterdam: ABC)
- Post uit de Antillen (1998, video en lespakket, redactielid, NOT/TELEAC en Ontwikkelingssamenwerking)
- Het Woordenhuis (2001, lespakket voor VMBO, een vertelcursus i.s.m. 't Brederolyceum, Utrecht: BAZAR)
- Slavernij (2002, video en lespakket, BAO en VMBO, TELEAC/NOT, redactielid)
- Bentana Habri, antologie (2004, 7 gedichten en 2 korte verhalen, Simia Literario)
- Aan de draad van Nanzi (2008, verhaal in De Antillen en ik, de Volkskrant en J.M. Meulenhoff)
- Onbeantwoorde vragen, 2008, gedicht in Symbiose tussen pen en penseel, Simia Literario)
- Michi (2009, prentenboek in 4 versies: Nederlands, Papiamentu, Papiamento en Engels, La Kock Publishing)
- Gedichten in Ta ken mi ta, In de Knipscheer, Gedicht Homenahe in Topa ontmoet Tula, Amrit, 2012
- Gedichtenbundel Cas di biento/  Doorwaaiwoning, In de Knipscheer, 2015

Ze is begin januari 2011 genomineerd voor Arubaan van het decennium.

## Medewerking aan video- en audio-opnamen
- Siña, siñansa, voorlichtingsfilm over onderwijservaringen van Antilliaanse en Arubaanse ouders en kinderen in Nederland, FEDUCO, Hilversum, 1985
- Kom op voor de schoolkeuze van uw kind, KOM-OP, Amsterdam, 1986
- Hoe Kompa Nanzi Shon Arey van zijn waanzin genas, verhaal voor kinderserie van Nederlands Onderwijs Televisie, NOT, Humanistisch Verbond, Hilversum, 1988
- De nacht op de Alternatief en De nacht op de Courage, audio-opnamen van vertelsalons met Caribische verhalen, Nieuwegein: Basispers, 1988, 1990
- Instrumentaal, video~opname van 7 verhalen voor taalmethode voor VBMO, Huyghens College, Amsterdam, uitgeverij IVIO, Lelystad, 1993
- Vertellen in geuren en kleuren, video-opname van vertelattributen voor Culturele Raad Overijssel, BOUT SMIT, film- en videoproduktie, Acquoi, 1994
- Verschillende boeken in het Papiaments vertaald en ingesproken ten behoeve van lees- en luisterhoeken voor basisscholen in Amsterdam, via Blindenbibliotheek
- Miniatuur, NCRV, 1996, een kort moment over een speciale plek, een vertelling
- Onderschat is onbenut, een indruk over werk en hobby, video Equality, 1998
- Schoolslag, video van een vertelling ten behoeve van VMBO-methode, Malmberg, februari 1999
- Anansi Masters, opname van vertelling voor Anansi Masters-site, november 2006

## Onderscheidingen
- 1993 Nationaal Forum Gezinsondersteuning: de Ideeënprijs
- 1994 Nominatie voor het Bronzen Stier Award voor het Kom-op projekt
- 1998 3e prijs ZAMI-Award Devotion and Dedication in opvoedingsondersteuning
- 2002 Nominatie voor de Taalunie Onderwijsprijs voor het project: Vertellen op 't Bredero (1992-2002)
- 2004 Ridder in de Orde van Oranje-Nassau

## Over Olga Orman
- COZAC-bulletin, interview over het vertellen van verhalen, met Iteke Witteveen (1988)
- Op de stromen van de rivier (1989, NBLC, interview)
- Wim Rutgers, Geletterd word je niet vanzelf, leesbevordering en ouderbetrokkenheid (in: Amigoe-Ñapa, 1994)
- Migrantentelevisie Amsterdam, portret over werk en hobby, oktober 1998
- Amigoe, 8 mei 2008
- Boek, Lintjesregen, Orchida Bachnoe, Nieuwe Amsterdam, 2009
- Amigoe, 13 december 2009
- Amigoe, Ñapa Literatuur, 17 januari 2015